# Поліцька республіка
Поліцька республіка (хорв. Poljicka Republika) — напівавтономні громади в Далмації, між Сплітом, Омішем і річки Цетина, яка існувала з кінця Середньовіччя до початку XIX століття. Невелика республіка на чолі з місцевою знаттю була спочатку під захистом угорських королів, а з середини XV століття — під суверенітетом Венеційської республіки.

## Назва
Назва Poljica походить від слов'янського слова поле («поле», особливе значення також «карстова рівнина»). Ще одне пояснення вбачає походження назви не в слов'янській ідіомі, а в старому римському субстраті, який був ще широко поширений у Далмації до раннього сучасного періоду. Тоді Poljica походить від politia, латинської форми грецької πολιτεια і означає громаду. У 1774 році італійський учений Альберто Фортіс вперше назвав Поліцю біля Оміша «республікою». Власна назва — Poljička knežija, тобто Поліцьке князівство.

## Територія
Регіон Поліця лежав у руслі річки Цетина недалеко до впадіння в Адріатичне море. На південному заході територія республіки досягла недалеко до Стобреча на Адріатичному морі. Поліця простяглася з північного заходу на південний схід близько 37 кілометрів і охоплювала близько 250 квадратних кілометрів. Гірський хребет Мосор піднімається в центрі ландшафту, а вершина Великого Кабала (1339 м) є найвищою висотою. У цій області, такі села: Жрновнік, Дон і Горне Сітно, Діброва (Полица), Tugare, Srinjine, Naklice, Cisla, Gata, Podgrađe, Доні Долац, Trnbusi, Млини, Seoca, Ostrvica і Kostanje. Вони були організовані у дванадцять політичних громад. Не було ні столиці, ні адміністративного міста.

## Конституція
Поліця була аристократичним або громадянським суспільством. Політична влада значною мірою перебувала в руках дворянства, яке було надзвичайно численним (понад 10 відсотків населення) та розділене на два класи. Але вільні фермери також мали політичне слово.
Кожне село вели дворяни. Дванадцять сільських старост і три судді, обрані всіма вільними людьми, формували уряд республіки, на чолі якої стояв Великий Кнез 'князь', 'полковник судді'. Вищий клас дворянства складався з 20 родин, які традиційно походили від угорського дворянства. Князь походив із цієї «угорської» знаті. Інші дворяни, з іншого боку, вважали себе частиною аристократії старої Боснії. Походження легенд двох шляхетних класів пов’язане з насиченою середньовічною історією Полиці, коли суверенітет багато разів змінювався. Неможливо довести, чи були знатні родини насправді вихідцями з Угорщини чи Боснії.
Політична ситуація в країні була врегульована статутом, який вперше був записаний у 1440 році з нагоди венеційського поглинання, а в останньому вигляді з XVII століття містив 116 статей. Цей статут є однією з найстаріших письмових конституцій Європи. Вона включала загальне законодавство республіки та перерахування її відомств з їх обов'язками. Статути були переглянуті в 1485, 1515 та 1665 роках.

## Історія
У Середньовіччі люди з Полиці мали добрі стосунки з містечком Оміш, жителі якого до XV століття були відомі як пірати. Корсари задовольняли потребу в продуктах харчування, торгуючи з фермерами у Полиці.
За часів венеційського правління Республіка вела постійні оборонні дії проти турків. Кордон з Османською імперією пролягав з XVI по XVIII століття безпосередньо на Четині. У 1530 та 1686 контингент Полиці разом з венеційськими військами перемагав турків у відкритому польовому бою та знову виганяв їх із країни.
Після падіння Венеційської Республіки в 1797 р. Незабаром настав кінець Республіки Поліця. Перше австрійське правління в Далмації (1797–1807) не внесло змін. У 1806 році в малій республіці проживало 6,566 жителів. Наступного року війська Наполеона спустошили Поліцю та інтегрували Республіку у новостворені Іллірійську провінцію.

## Сьогодні
Республіка Поліця була відновлена як регіональне культурне об'єднання. Голова має традиційне звання Великий Кнез.